# تحالف انتخابي

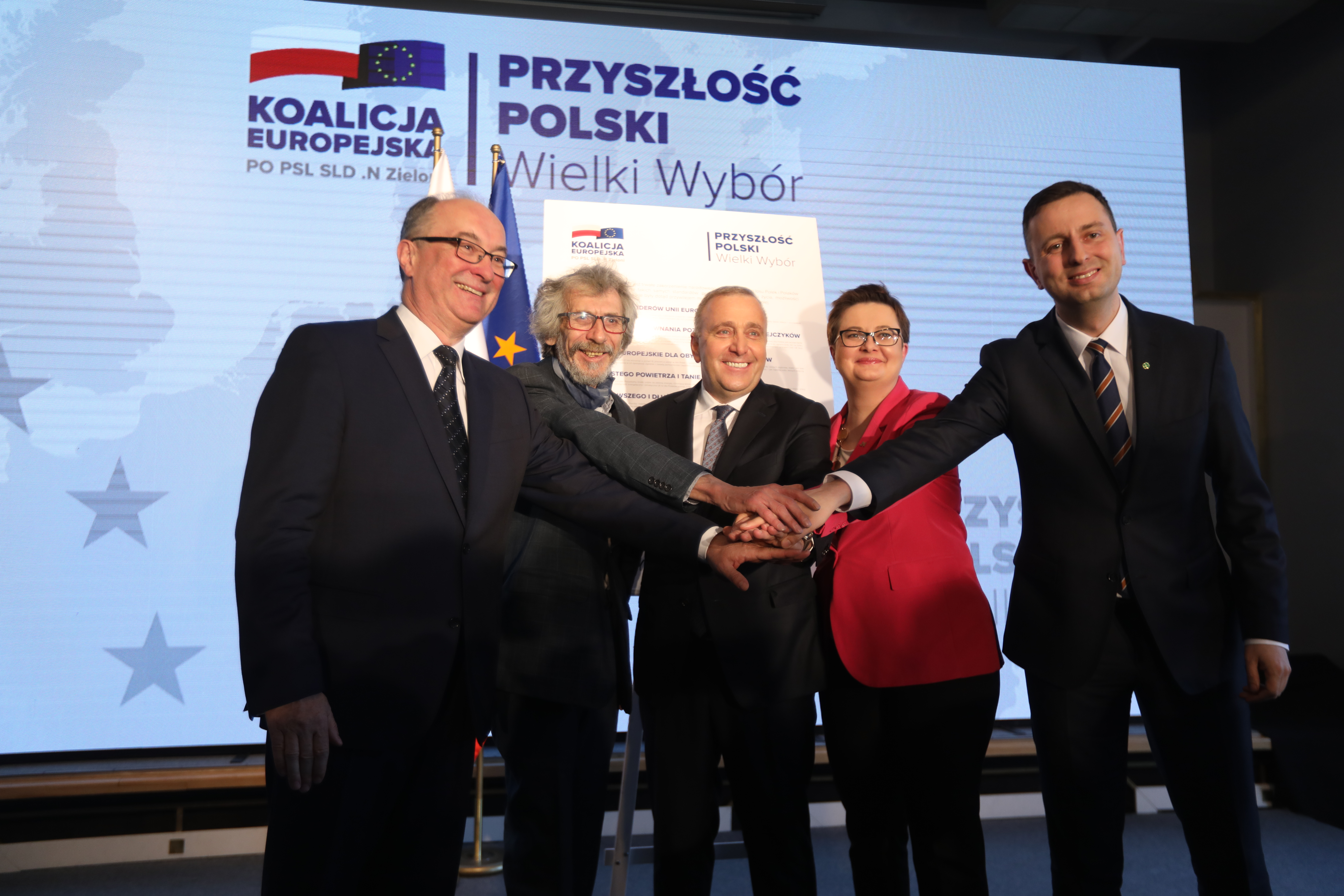

التحالف السياسي، المعروف أيضًا باسم التحالف أو الكتلة، هو تعاون أعضاء من أحزاب سياسية مختلفة، في بلدان ذات نظام برلماني، على جدول أعمال مشترك من نوع ما. يتضمن هذا عادةً اتفاقات رسمية بين حزبين أو أكثر، وغالبًا ما تتم بشكل أساسي لغرض التنافس في الانتخابات. تحالف عادة ما يكون مفيد خصوصا للأطراف المعنية أثناء ومباشرة بعد الانتخابات - بسبب خصائص النظم الانتخابية المعنية و / أو السماح للأحزاب للمشاركة في تشكيل حكومة بعد الانتخابات.
يتم تشكيل الحكومات الائتلافية عندما يصل التحالف السياسي إلى السلطة، أو عندما يتم الوصول إلى التعددية فقط (وليس الأغلبية ) ويجب على عدة أحزاب العمل معًا للحكم. واحدة من السمات المميزة لمثل هذه الطريقة في الحكم يؤدي إلى وزير بدون حقيبة. هناك العديد من الأسباب وراء حصول نظام حكومة التحالف على أهمية خاصة في الوقت الحالي.

## أمثلة

### تحالفات سياسية نشطة
- الأرجنتين : كامبيموس
- أرمينيا : تحالف خطوتي
- أستراليا : التحالف الليبرالي / الوطني
- بلغاريا : التحالف من أجل بلغاريا ، الوطنيون المتحدون
- كرواتيا : تحالف الشعب
- الجمهورية التشيكية : المواد المستنفدة للأوزون بدعم من أصحاب الحقوق الحرة والشعبية والعمد
- ألمانيا : الاتحاد الديمقراطي المسيحي / الاتحاد الاجتماعي المسيحي
- جبل طارق : GSLP - التحالف الليبرالي
- اليونان : حركة التغيير
- هونج كونج : معسكر للديمقراطية
- الهند : التحالف الوطني الديمقراطي (NDA) ، التحالف التقدمي المتحد (UPA) ، الجبهة اليسرى
- أيرلندا : التضامن - الناس قبل الربح ، Fianna Fáil - SDLP
- إسرائيل : الأزرق والأبيض
- إيطاليا : ائتلاف يسار الوسط ، ائتلاف يمين الوسط
- كوريا الجنوبية : السلام والعدالة
- لاتفيا : اتحاد الخضر والمزارعين
- لبنان : تحالف 14 آذار
- ماليزيا : تحالف الأمل
- مولدوفا : الآن منصة
- الفلبين : عدة
- بولندا : اليمين المتحد ، التحالف الأوروبي
- البرتغال : التحالف الديمقراطي الوحدوي
- رومانيا : تحالف 2020 إنقاذ رومانيا الاتحاد - حزب الحرية والوحدة والتضامن
- إسبانيا : يونيداس بوديموس وإيه بيلدو
- السويد : الخضر الأحمر
- جمهورية الصين / تايوان : تحالف عموم الأزرق ، تحالف عموم الأخضر
- تونس : الجبهة الشعبية
- تركيا : تحالف الشعب ، تحالف الأمة
- المملكة المتحدة : العمل والتعاون
- أوروغواي : الجبهة العريضة
- فنزويلا : القطب الوطني العظيم ، المائدة المستديرة للوحدة الديمقراطية